# Babasónicos

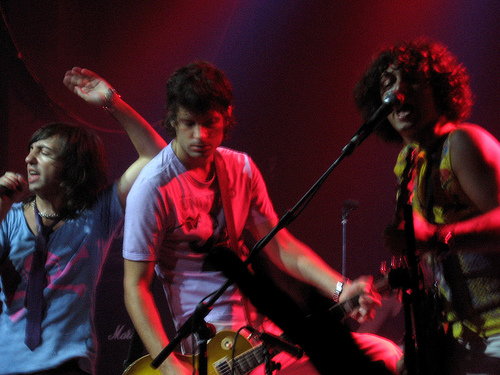
Babasónicos im Jahr 2006

Babasónicos ist eine argentinische Alternative-Rock-Band, die 1991 gegründet wurde. Zu Beginn waren sie Teil der „neuen argentinischen Rock“-Bewegung, einer Bewegung, die aus Bands wie Juana La Loca, El Otro Yo, Peligrosos Gorriones und Los Brujos bestand. Der Name ist ein Wortspiel zwischen dem indischen spirituellen Lehrer und Yogi Sai Baba und einem Spielzeug, der Schallpistole, obwohl der Mythos, dass es auf die Zeichentrickserie Die Jetsons (im Spanischen „Los Supersónicos“) zurückzuführen ist, weit verbreitet ist.

## Geschichte

### Gründung und erstes Album (1991–1993)
Frontmann Adrián „Dárgelos“ Rodríguez und Keyboarder Diego „Uma-T“ Tuñón wollten einen Sound schaffen, der nicht den Parametern der etablierten argentinischen Musikszene folgte. Zu Adrián und Diego gesellten sich Dárgelos’ Bruder Diego „Uma“ Rodríguez (Gitarre und Gesang), Diego „Panza“ Castellano (Schlagzeug), Gabriel „Gabo“ Mannelli (Bass) und Mariano „Roger“ Domínguez (Gitarre), der Sohn des argentinischen Schauspielers Rolo Puente. Nachdem sie aus der Welle der „New Argentine Rock“-Bands der späten 1980er und frühen 1990er Jahre hervorgegangen waren, wurden Babasónicos zum Aushängeschild der „Sonic Rock“-Untergrundbewegung. Das erste Album der Babasónicos, Pasto, das von Sony Music veröffentlicht wurde, enthielt ihren ersten großen Hit D-Generación. Der 2014 verstorbene Gitarrist Gustavo Cerati und der argentinische Produzent Daniel Melero wirkten an diesem Debütalbum mit.

### Trance Zomba, Dopadromo, Babasónica und Miami (1994–1999)
1994 eröffneten sie die Konzerte von INXS und Depeche Mode im Stadion von Vélez Sársfield (Buenos Aires). Im selben Jahr veröffentlichten sie ihr zweites Album Trance Zomba, auf dem sie „DJ Peggyn“ integrierten, der bis 1999 Mitglied der Band bleiben sollte. Mit seiner Verpflichtung gingen die Babasónicos als erste Band in die Geschichte des nationalen Rock ein, die einen DJ als festen Bestandteil hatte. In der Folge schlug die Musik auf Trance Zomba eine andere Richtung ein und vermischte Rap mit Funk, Hardcore und sogar psychedelischen Klängen. Im August 1995 traten sie im Estadio Obras Sanitarias im Rahmen des „Nuevo rock argentino“ auf, in Begleitung von Los Brujos und Peligrosos Gorriones. Diese Auftritte waren eine Mischung aus Hip-Hop, Soul, Pop und sogar Disco-Musik und wurden am meisten beklatscht.
Auf dieses Album folgt das noch experimentellere Dopádromo, das ebenfalls von Sony veröffentlicht wurde und zwölf Titel mit unterschiedlichen Rhythmen enthält. Dank dieses Materials begann die Gruppe durch die USA und Lateinamerika zu touren. Anschließend erschien Babasónica, mit Egocripta als erstem Stück. Das Album wurde in New York aufgenommen und zeichnet sich durch düstere Themen in den Texten und eine Musik aus, die irgendwo zwischen Heavy Metal, Hard Rock und Psychedelic Folk liegt. Die meisten Songs von Babasónica haben jedoch eine konventionelle Struktur (Strophe, Bridge und Refrain). Die Aufführung fand im Dezember im Teatro Broadway in Buenos Aires statt.
1998 wurde eine neue Single, Desfachatados, zusammen mit anderen internationalen Musikern auf einer CD zugunsten von Flüchtlingen aus dem Kosovo aufgenommen. Im selben Jahr arbeitete die Gruppe mit Ian Brown von The Stone Roses an einem Lied mit dem Namen Babasónicos auf Ians Album Golden Greats (1999) zusammen. Auch im selben Jahr erschien Babasónicos zusammen mit Daniel Melero, Victoria Abril, Spleen, San Martín Vampire, Femirama und Baccarat auf Sesiones Malditas, en vivo en la radio, einem Album, das am 19. Dezember 1998 live in den alten Studios des argentinischen Radiosenders Rock & Pop aufgenommen und im Juli 1999 von Inrocks records veröffentlicht wurde. Babasónicos war an drei Tracks beteiligt: La muerte es mujer, Arenas Movedizas und DJ Beverly Hills.
1999 veröffentlichten sie ihr Album Vórtice Marxista, das aus den B-Seiten ihrer ersten drei Alben bestand. Im selben Jahr eröffneten sie für die irische Band U2 deren Konzerte im River Plate Stadion, als Vorbereitung zur Veröffentlichung des Albums Miami, das im gleichen Jahr erschien und das letzte Album war, an dem DJ Peggyn beteiligt war. Peggyn trennte sich aufgrund künstlerischer Differenzen von dem Projekt. Auf diesem Album zeigte sich die Band erneut von ihrer experimentellen Seite, wenn auch diesmal mit einer konkreteren musikalischen Ausrichtung, die in den nächsten Alben betont werden sollte, indem sie mit nicht-traditionellen Instrumenten und Streichergruppen experimentiert.
Nach Miami beendete die Band ihre Beziehung zu ihrem bisherigen Plattenlabel Sony Music und veröffentlichte eine Reihe von Alben über ihr eigenes Label Bultaco Records. Babasónicos veröffentlichte Vórtice Marxista neu mit drei weiteren Titeln, dazu Vedette, Babasónica Electrónica (Remixe von Babasónica) und Groncho (B-Seiten von Miami). Um ihr nächstes Album aufzunehmen, unterschrieben sie bei dem Label PopArt Discos.
Mit dem Album Jessico näherten sich die Babasónicos dem Pop-Rock-Stil. Es wurde von der argentinischen Zeitschrift Página/12 als das erste große argentinische Album des Jahrzehnts bezeichnet, allerdings sehen einige Fans in dieser Veränderung einen „Verrat“ an den eigenen Anfängen der Band, die experimenteller war, weg vom Mainstream. Jessico enthält mehrere Songs, die in Radio und Fernsehen häufig gespielt wurden, wie z. B. El loco, Los calientes, Deléctrico und Fizz.
2002 begaben sich die Babasónicos erneut auf eine Tournee durch die USA und Mexiko. Im Anschluss daran veröffentlichten sie mehrere Singles mit neuen Remixen ihrer Songs. Das Album wurde bei den Latin Grammy Awards in der Kategorie „Bestes Rockalbum“ nominiert.

### Die Zeit nach Jessico (2003–2007)
2003 beendeten sie den fünften Tag des Quilmes Rocks, einem Festival, das auf einem Nebegelände vom River Plate Stadion organisiert wurde und die wichtigsten Bands der Zeit versammelte. Sie nahmen auch am Cosquín Rock und dem San Pedro Rock teil.
Gegen Ende des Jahres veröffentlichten sie das Album Infame, das den von der Band in Jessico eingeschlagenen Stil und ihren Platz unter den beliebtesten Künstlern in Argentinien bestätigt. Auf diesem Album finden sich Stücke, die sich mehr an lateinamerikanischen Liedern orientieren, wie einige Balladen und einige Boleros, mit eher oberflächlichen und romantischen Themen, ohne dabei rockigere Lieder zu vergessen. Manche von ihnen wurden in Musikkanälen und Radios häufig gespielt, wie z. B. Irresponsables, Y qué? und Putita. Im folgenden Jahr wurde das Album in 16 Ländern veröffentlicht, und Babasónicos gewann sechs Auszeichnungen bei den Gardel Awards. Die Präsentation des Albums fand im Luna Park statt, als Auftakt einer großen nationalen Tournee, die wiederum in Buenos Aires mit einem Konzert auf dem Rugbyfeld des Obras-Stadions vor 20.000 Menschen gipfelte. Das Album wurde in verschiedenen Medien erneut zu einem der besten des Jahres gewählt. Im Februar 2005 traten sie auf dem Festival de Viña del Mar auf.
Mezclas Infame Mezclas, das im September 2005 veröffentlicht wurde, ist ein Doppelalbum: Eines davon mit Remixen von Zucker, Bitman y Roban, Emisor, Victoria Mil, Plastilina Mosh und Daniel Melero und ein zweites, Cuatro putitas, besteht aus vier Titeln, die ausschließlich von Melero neu abgemischt wurden.
Im Oktober 2005 veröffentlichten sie unter dem Universal-Music-Label ihr achtes Album, Anoche, das Songs wie Carismático und Yegua enthält und von Andrew Weiss produziert wurde. In diesem Jahr erhielten sie den Konex Award „Diploma al Mérito“ als eine der fünf besten Rockbands des Jahrzehnts in Argentinien. 2006 tourte die Band durch Chile, Kolumbien, Ecuador, Mexiko und Spanien. 2007 setzten sie ihre Tourneen fort und tourten mit der mexikanische Rockband Zoé durch die USA und Mexiko. Im selben Jahr veröffentlichten sie Luces, die erste DVD mit Live-Aufnahmen der Band, unter der Regie von Agustín Alberdi, dem Regisseur mehrerer ihrer Videoclips.
Außerdem veröffentlichten sie den Soundtrack für den Film Las mantenidas sin sueños von Vera Fogwill und Martín Desalvo, den sie in einer privaten Show in den alten Harrods-Läden in Buenos Aires präsentierten. Im Oktober desselben Jahres trat die Band bei den MTV Awards in Mexiko auf, wo sie den Preis für die „Beste Rockband“ gewann. Die Gruppe war unter anderem zusammen mit ihrem Landsmann Gustavo Cerati und der mexikanischen Gruppe Moderatto nominiert. Bei der Preisverleihung trat die Band auch mit dem Lied El colmo aus ihrem Album Anoche auf, das den Abschluss bildete. Ende 2007 wurde Arrogante Rock: Conversaciones con Babasónicos veröffentlicht, ein Buch, in dem Roque Casciero, ein argentinischer Journalist, Rockkritiker und Journalismuslehrer, die Geschichte der Band von ihren Anfängen als „Rosas del Diluvio“ und „X-Tanz“ beschreibt.

### Tod von „Gabo“ und Veröffentlichung von Mucho (2008–2010)
Am 12. Januar 2008 starb der Bassist der Band, Gabriel „Gabo“ Manelli, an den Folgen des Hodgkin-Lymphoms, gegen das er seit einiger Zeit ankämpfte. Carlos Hernán Carcacha, ein fast ständiger Gastmusiker seit dem ersten Album, schloss sich der Band an und nahm seinen Platz während der folgenden Tourneen ein, obwohl er dies auch schon in den letzten Jahren vor Gabos Weggang getan hatte.
Im Mai 2008 wurde Mucho veröffentlicht, dem ein Postkartenset der Band beilag. Die wichtigste Neuerung bei der Veröffentlichung dieses Albums war, dass es nicht auf CD, sondern im Handyformat herauskam. Sowohl Mucho als auch Babasónicos wurden von der Fachpresse und von der Bevölkerung (in Beilagen wie Claríns Sí) zu den besten des Jahres 2008 gewählt.
Am 16. Mai 2009 präsentierten sie im Club Ciudad de Buenos Aires Mucho +, eine Fortsetzung ihres vorherigen Albums. Bei dieser Veranstaltung (mit dem Spitznamen „Babafest“) wurden sie von weniger bekannten lokalen Bands begleitet (drei von ihnen gehören zu Bultaco Records): Él Mató a un Policía Motorizado, Coco, Victoria mil und Travesti. Im selben Jahr traten sie auf dem Festival Verano Iquique auf, einem Festival, das zusammen mit dem Festival del Huaso de Olmué das zweitwichtigste nach dem Festival de Viña del Mar ist, und wurden vom Publikum in Iquique sehr gut aufgenommen und erhielten die Auszeichnung „La Boya de Plata“ (Die Silberne Boje). Im Dezember desselben Jahres wählte die Zeitschrift Página/12 Jessico zum besten argentinischen Album des Jahrzehnts.
Im April 2010 trat die Band bei der 11. Ausgabe des Coachella Valley Music and Arts Festival auf, dem wichtigsten Musiktreffen in den Vereinigten Staaten. Babasónicos war die einzige argentinische Band und eine der wenigen lateinamerikanischen Bands im Line-up des Festivals.

### A propósito (2011–2012)
Am 11. Februar 2011 präsentierten die Babasónicos auf dem Cosquín Rock Festival mit „Fiesta popular“ einen Vorgeschmack auf das Mitte des Jahres erscheinende Album A propósito. Die Band konnte während der Entwicklung des neuen Albums auch auf ihrer offiziellen Website beobachtet werden. Dort waren mehrere Vorabversionen von Deshoras zu sehen. Auch auf Facebook und Twitter postete die Band verschiedene Episoden von den Aufnahmen zur CD.
Im April 2011 tourten die Babasónicos vor der Veröffentlichung ihres neuen Albums durch Mexiko und nahmen auch am Vive Latino Festival teil. Am 17. Mai wurde A propósito, das zehnte offizielle Album der Band, veröffentlicht.
Am 21. Mai 2011 spielten sie auf dem Quilmes Rock Musikfestival vor 13.000 Zuschauern einen Teil ihres neuen Albums. An diesem Tag trat die Band auch wieder in Buenos Aires auf, nachdem sie seit mehr als 2 Jahren nicht mehr in dieser argentinischen Provinz gespielt hatte. Bei dieser Show gewannen sie die verlorene Liebe vieler ihrer Fans zurück, die von den Alben Mucho und Mucho + enttäuscht waren. Die Band erkannte, dass die Setlisten der letzten Konzerte die Herzen des Publikums nicht erreichten und änderte die Setliste, indem sie Songs einfügte, die das Publikum bejubelte, wie Valle de Valium oder die verstümmelten Versionen von Su ciervo und Egocripta, die sympathischerweise aus Muñeco bzw. Y qué? übernommen wurden. Selbst bei alten Liedern bewiesen die Babasónicos, dass sie sich immer wieder erneuern können. Sátiro und Demonomanía brachten das Publikum zum Toben.
Am 27. August desselben Jahres präsentierten die Babasónicos ihr letztes Album A propósito im Luna Park in Buenos Aires mit einem beeindruckenden Bühnenbild: einer dreistöckigen Metallkonstruktion und riesigen LED-Bildschirmen. Außerdem trug die Band eine besondere und neu Garderobe als bei ihren früheren Auftritten.
Babasónicos bekam ein neues Mitglied, denn Carca spielt jetzt Gitarre, elektronische Flöte und andere Instrumente, der neue Bassist wurde Gustavo „Tuta“ Torres (Ex-Bassist von Los Látigos) und wurde bei der Präsentation ihres neuen Albums vor zwei ausverkauften Konzerten im Luna Park vorgestellt.
Am 9. September 2011 nahmen Babasónicos als Gastband am Corrientes Rock teil, zusammen mit Guasones und anderen weniger bekannten Bands. Im Oktober gingen Babasónicos auf eine erfolgreiche Europatournee, die sie unter anderem nach Paris führte, wo sie zwei Abende im Le Cabaret Sauvage und Le Petit Bain spielten. Anschließend reisten sie nach Spanien und in das Vereinigte Königreich. Zweifelsohne hat Paris lange auf diese Künstler gewartet, die das französische Publikum bei beiden Gelegenheiten begeistern konnten. 2012 spielten die Babasónicos sechs Mal im Theater Vorterix und begeisterten ihr Publikum wie immer. Am 9. August wurde Jessico Carolo veröffentlicht, ein Doppelalbum mit zwölf Klassikern und elf unveröffentlichten Titeln, 11 Jahre nach der Veröffentlichung ihres gefeierten Albums Jessico, das einen Wendepunkt in ihrer Karriere darstellte.
Der Journalist Bruno Galindo und Adrián Dárgelos trafen sich 1999 in Madrid. In dieser Nacht sprang der literarische Funke zwischen den beiden über. Seitdem pflegten der Journalist und der Sänger als Freunde einen Briefwechsel über Bücher, der schließlich in Babasónicos vs. El Público mündete, einer EP, auf der die argentinische Band Fragmente von El Público, einem vom Journalisten veröffentlichten Buch, vertonte. Mit dieser Veröffentlichung begann Babasónicos eine Reihe von exklusiven Kompositionen, die dem Genre der gesprochenen Worte gewidmet sind. Die EP mit vier Tracks wurde am 4. Februar 2013 veröffentlicht.
Die „A propósito“-Tournee endet am 7. Juli 2012 im Estadio Cubierto Malvinas Argentinas, einschließlich einer Wiederaufführung alter Songs aus den 1990er Jahren, die sie seit Langem nicht mehr gespielt hatten.

### Romantisísmico (2013–2015)
Am 20. September 2012 veröffentlichten die Babasónicos ein neues Album mit dem Titel Romantisísmico. Es wurde von Sony Music veröffentlicht und vertrieben und markiert eine neue Beziehung zwischen der Band und dem Label nach 14 Jahren der Entfremdung. Der Vorgeschmack und das erste ausgewählte Stück war La lanza, dessen Videoclip vom argentinischen Regisseur Juan Cabral gedreht wurde. Es wurde von der Öffentlichkeit und der Rockszene im Allgemeinen sehr gut aufgenommen. Dieses Album hatte auch eine zweite Vorabversion und eine Single mit dem Titel Los burócratas del amor. Der Videoclip wurde ebenfalls von Juan Cabral aufgenommen und zeigt den Text des Liedes, der auf einen alten Schwarz-Weiß-Fernseher projiziert wird. Dieser war jedoch nicht so erfolgreich wie der der ersten Single.
Ende des Jahres, nach einer nationalen Tournee, spielten sie die Saga Romantisísmico, bestehend aus drei Konzerten in Capital Federal, erneut im Estadio Cubierto Malvinas Argentinas, einem privaten Konzert im Teatro Maipo und einem großen Konzert in der Avenida Figueroa Alcorta und der Pampa, womit sie das Jahr abschlossen.
In den Jahren 2014 und 2015 tourten sie durch ganz Lateinamerika, erneut durch Europa (mit einem Debüt in Deutschland) und die Vereinigten Staaten. 2015 wurde die Band erneut mit dem Konex Award ausgezeichnet, diesmal mit dem Platin-Konex in der Kategorie „Beste Popband des Jahrzehnts“. Anfang Mai desselben Jahres wurde eine Akustik-EP mit dem Titel Shambala veröffentlicht. Diese wurde unter dem Label Bultaco Records in einer Live-Session unter der Leitung von Phil Brown im Jahr 2012 aufgenommen.

### Impuesto und Repuesto de fe (2016–2017)
Mitte 2016 veröffentlichte die Band ein Live-Album mit dem Titel Desde adentro - Impuesto de fe, bestehend aus akustischen und abgespeckten Versionen von Songs aus verschiedenen Perioden der Band, die am 4. November 2015 in den Quarry Studios in Mexiko-Stadt live aufgenommen wurden, zusammen mit zwei neuen Songs, darunter Vampi und El Maestro. Danach begaben sie sich auf eine große Tournee durch Argentinien und Lateinamerika, die bis Ende 2017 andauerte.
Ende des Jahres kamen sie am 14. November desselben Jahres mit derselben Show ins Teatro Colón und nahmen ein Live-Album namens Repuesto de fe auf, das Mitte 2017 veröffentlicht wurde. Die Tournee führte sie sogar bis zum Vive Latino Festival in Mexiko und war eine der längsten ihrer Karriere. Parallel dazu veröffentlichten sie Ende 2016 Inflame, ein B-Seiten-Album von Infame, und Anfang 2017 eine Techno-EP mit dem Titel BBS Vol.1, bestehend aus 4 Songs.
Die Repuesto de fe-Tournee erreichte Ende 2017 ihren Höhepunkt.

### Discutible (2018–2020)
Anfang 2018 kehrten sie auf eine „elektrische“ Tournee zurück, spielten drei ausverkaufte Estadio Obras und tourten durch Argentinien.
Im Juli 2018 präsentierte die Band La pregunta als ersten Vorgeschmack auf ihr zwölftes Studioalbum Discutible, das im Oktober desselben Jahres veröffentlicht wurde.
Dieses Album unterschied sich stark vom Rock- und Bandsound des Vorgängeralbums Romantisísmico, da die Bandmitglieder selbst sagten, dass sie in Impuesto de fe eine neue Art des Musizierens gefunden hatten, die mehr die Stille und die Räume in der Mitte der Lieder berücksichtigte.
Am 1. Juni 2019 traten sie auf dem „Festival Discutible“ im Hipódromo de Palermo vor 10.000 Menschen auf, das sie leiteten und das die offizielle Präsentation von Discutible war. Außerdem hatten sie verschiedene Gäste wie CA7RIEL und Paco Amoroso, Conociendo Rusia, Juan Ingaramo usw. Von dort aus tourten sie durch Lateinamerika (einschließlich des Festivals Rock al Parque in Kolumbien) und schlossen das Jahr am 23. November im Estadio Luna Park (Buenos Aires) und im Dezember im C. Complejo Art Media ab.
Aufgrund der weltweiten Pandemie, die durch COVID-19 ausgelöst wurde, veröffentlichten sie 2020 mehrere Werke wie die EP Suficiente (bestehend aus 4 Songs aus den Discutible-Sessions) und eine Serie von drei EPs namens Delivery 1, 2 und 3 (eine akustische, die in einem Stream in Buenos Aires aufgenommen wurde, und eine Live-EP in Mexiko-Stadt und Berlin), während sie parallel dazu ihr nächstes Studiowerk vorbereiteten.

### Trinchera (2022 bis heute)
Ende 2021 präsentiert die Band die Single „La izquierda de la noche“, begleitet von einer Tournee durch das Land (u. a. Lollapalooza Argentina), Mexiko und Europa, der ersten seit zwei Jahren.
Am 28. April 2022 veröffentlicht Babasónicos Trinchera, ein neues Album, das inmitten der Pandemie entstanden ist. Das Album wird von der Single „Bye bye“ begleitet. Die Band geht mit dem Album auf Tournee und spielt in zwei ausverkauften Movistar-Arenas, tourt nach acht Jahren wieder durch Europa und auch in den Vereinigten Staaten.
Am 13. Oktober desselben Jahres veröffentlicht die Band eine erweiterte Version des Albums mit dem Titel Trinchera Avanzada, die drei weitere Songs enthält: „Carnal kombat“, „Cicatriz #23“ und den gleichnamigen Song, der auch als Single veröffentlicht wird.
Das nächste Konzert in der Stadt fand am 26. und 28. Oktober in der Movistar Arena statt, begleitet von einer nationalen Tournee, die am 10. Dezember desselben Jahres in Tucumán ihren Höhepunkt fand. Die „Bye bye“-Tour endet am 5. März 2023 auf dem Tierra Grande Festival in Feuerland, wo sie ihr Debüt in der Provinz geben und damit die Ehre haben, in allen Provinzen der Argentinischen Republik gespielt zu haben.
Im April 2022 starteten sie die „Fuego amigo Tour“ in Rosario am 21. und 22. April und tourten erneut durch das ganze Land (mit zwei ausverkauften Konzerten im Movistar Arena in Buenos Aires im Juni) und auch durch Uruguay. Sie spielten wieder in Lanús, dem Herkunftsort der Band (dort hatten sie seit 1997 nicht mehr gespielt), mit zwei Auftritten im Microestadio de Lanús. Im September und Oktober gingen sie auch auf Europatournee und gaben ihr Debüt in Israel vor vollem Haus.
Am 30. November desselben Jahres veröffentlichten sie die Single Tajada (mit einem Video, bei dem erneut Juan Cabral Regie führte), bevor sie am 16. Dezember im Campo Argentino de Polo vor 55.000 Zuschauern ihr 31-jähriges Bestehen feierten, wo sie einen großen Teil ihrer Karriere abdeckten und am Ende der Tournee ausverkauft waren.
Im Juni 2024 spielten sie wieder zwei Konzerte in der Movistar Arena am 14. und 15. Juni, wobei sie die Setlist änderten und eine tanzbarere Show als gewohnt boten.
2025 wurden sie erneut mit dem Konex Award für ihre Karriere im letzten Jahrzehnt ausgezeichnet.

## Musikalischer und lyrischer Stil und Einflüsse
Als Einflüsse nennen die Band Black Sabbath, Led Zeppelin, Frank Zappa, Pink Floyd, Syd Barrett, Sandro, Sly & the Family Stone, Parliament-Funkadelic, Steely Dan, Beastie Boys, N.W.A, Run-D.M.C., Jane’s Addiction, Nirvana, Sonic Youth, Ween, Pixies, Happy Mondays, The Stone Roses, Virus, Pet Shop Boys, Propaganda, Front 242, ABC, Japan, The Smiths und Talk Talk sowie Einflüsse aus der kalifornischen Surfer-Kultur, dem Skater-Hip-Hop, der Hippie-Kultur der 1960er Jahre und dem Kino, wie in ihren Songs zu hören ist, in denen sie sich auf B-Movies, Faster, Pussycat! Kill! Kill!, Armando Bó, Nélida Lobato, La Coca Sarli usw. beziehen.
Die Band gehörte in ihren Anfängen zum „New Argentine Rock“ und nannte ihren Stil „Sonic Rock“, in dem sie Genres wie Alternative Metal, Stoner Rock, Heavy Metal, Hard Rock, Grunge, Alternative Rock, Psychedelic Rock, Psychedelic Folk, Electronic Rock, Industrial Rock, Funk Rock, Rap Rock, Alternative Hip-Hop, Trip-Hop, Elektronische Musik, Experimental Music, Experimental Rock, Pop-Rock und sogar Balladen einbezieht.

## Diskografie
Studioalben
- 1992: Pasto
- 1994: Trance Zomba
- 1996: Dopádromo
- 1997: Babasónica
- 1999: Miami
- 2001: Jessico
- 2003: Infame
- 2005: Anoche
- 2008: Mucho
- 2011: A propósito
- 2013: Romantisísmico
- 2018: Discutible
- 2022: Trinchera

## Auszeichnungen und Nominierungen

### Latin Grammy Awards
| Jahr | Kategorie                                | Werk                                     | Ergebnis  | Ref.   |
| ---- | ---------------------------------------- | ---------------------------------------- | --------- | ------ |
| 2002 | Bestes Gesangsalbum Rock Duo oder Gruppe | Jessico                                  | Nominiert | [ 24 ] |
| 2004 | Bestes alternatives Musikalbum           | Infame                                   | Nominiert | [ 24 ] |
| 2006 | Bestes alternatives Musikalbum           | Anoche                                   | Nominiert | [ 24 ] |
| 2008 | Bestes alternatives Musikalbum           | Mucho                                    | Nominiert | [ 24 ] |
| 2008 | Bestes Musikvideo Kurzversion            | Pijamas                                  | Nominiert | [ 24 ] |
| 2009 | Bestes alternatives Musikalbum           | Mucho +                                  | Nominiert | [ 24 ] |
| 2009 | Bestes Musikvideo Kurzversion            | Las demás                                | Nominiert | [ 24 ] |
| 2014 | Bestes alternatives Musikalbum           | Romantisísmico                           | Gewonnen  | [ 24 ] |
| 2014 | Bestes Musikvideo Kurzversion            | La lanza                                 | Nominiert | [ 24 ] |
| 2016 | Bestes Musikvideo in Langversion         | Desde adentro - Impuesto de fe (en vivo) | Nominiert | [ 24 ] |
| 2019 | Bestes alternatives Musikalbum           | Discutible                               | Nominiert | [ 24 ] |
| 2022 | Bestes Pop/Rock-Album                    | Trinchera                                | Nominiert | [ 24 ] |

### Premios Gardel a la Música(Gardel Awards)
| Jahr | Kategorie                     | Werk                           | ergbenis  | Ref.          |
| ---- | ----------------------------- | ------------------------------ | --------- | ------------- |
| 2002 | Album des Jahres              | Jessico                        | Nominiert | [ 25 ]        |
| 2002 | Beste Rockband                | Jessico                        | Nominiert | [ 25 ]        |
| 2004 | Album des Jahres              | Infame                         | Gewonnen  | [ 26 ]        |
| 2004 | Bestes Rockalbum              | Infame                         | Gewonnen  | [ 26 ]        |
| 2004 | Bestes Cover-Design           | Infame                         | Nominiert | [ 26 ]        |
| 2004 | Regisseur des Jahres          | Infame                         | Gewonnen  | [ 26 ]        |
| 2004 | Lied des Jahres               | Irresponsables                 | Gewonnen  | [ 26 ]        |
| 2004 | Aufnahme des Jahres           | Irresponsables                 | Gewonnen  | [ 26 ]        |
| 2004 | Bester Videoclip              | Irresponsables                 | Gewonnen  | [ 26 ]        |
| 2006 | Album des Jahres              | Anoche                         | Nominiert | [ 27 ]        |
| 2006 | Bestes Rockalbum              | Anoche                         | Gewonnen  | [ 27 ]        |
| 2006 | Bestes Cover-Design           | Anoche                         | Nominiert | [ 27 ]        |
| 2006 | Produktion des Jahres         | Anoche                         | Nominiert | [ 27 ]        |
| 2006 | Bester Videoclip              | Yegua                          | Nominiert | [ 27 ]        |
| 2006 | Lied des Jahres               | Yegua                          | Nominiert | [ 27 ]        |
| 2006 | Interpretation des Jahres     | Yegua                          | Nominiert | [ 27 ]        |
| 2009 | Album des Jahres              | Mucho                          | Nominiert | [ 28 ]        |
| 2009 | Bestes Rockalbum              | Mucho                          | Gewonnen  | [ 28 ]        |
| 2009 | Bestes Cover-Design           | Mucho                          | Nominiert | [ 28 ]        |
| 2009 | Lied des Jahres               | Microdancing                   | Nominiert | [ 28 ]        |
| 2009 | Bester Videoclip              | Microdancing                   | Nominiert | [ 28 ]        |
| 2012 | Album des Jahres              | A propósito                    | Nominiert | [ 29 ] [ 30 ] |
| 2012 | Bestes Rockalbum              | A propósito                    | Nominiert | [ 29 ] [ 30 ] |
| 2012 | Bestes Cover-Design           | A propósito                    | Gewonnen  | [ 29 ] [ 30 ] |
| 2012 | Bester Videoclip              | Muñeco de Haití                | Nominiert | [ 29 ] [ 30 ] |
| 2013 | Beste Katalogsammlung         | Jessico Carolo                 | Nominiert | [ 31 ]        |
| 2014 | Album des Jahres              | Romantisísmico                 | Nominiert | [ 32 ] [ 33 ] |
| 2014 | Bestes Rockalbum              | Romantisísmico                 | Gewonnen  | [ 32 ] [ 33 ] |
| 2014 | Bestes Cover-Design           | Romantisísmico                 | Gewonnen  | [ 32 ] [ 33 ] |
| 2014 | Beste Aufnahmetechnik         | Romantisísmico                 | Gewonnen  | [ 32 ] [ 33 ] |
| 2014 | Lied des Jahres               | La lanza                       | Nominiert | [ 32 ] [ 33 ] |
| 2014 | Bester Videoclip              | La lanza                       | Gewonnen  | [ 32 ] [ 33 ] |
| 2017 | Beste DVD                     | Desde adentro - Impuesto de fe | Gewonnen  | [ 34 ]        |
| 2017 | Bestes Cover-Design           | Desde adentro - Impuesto de fe | Gewonnen  | [ 34 ]        |
| 2018 | Bestes Rockalbum              | Repuesto de fe                 | Gewonnen  | [ 35 ]        |
| 2019 | Album des Jahres              | Discutible                     | Nominiert | [ 36 ]        |
| 2019 | Bestes Rockalbum              | Discutible                     | Nominiert | [ 36 ]        |
| 2019 | Aufnahme des Jahres           | Discutible                     | Nominiert | [ 36 ]        |
| 2019 | Lied des Jahres               | La pregunta                    | Nominiert | [ 36 ]        |
| 2019 | Bester Videoclip              | La pregunta                    | Nominiert | [ 36 ]        |
| 2021 | Lied des Jahres               | Suficiente                     | Nominiert | [ 37 ]        |
| 2023 | Album des Jahres              | Trinchera avanzada             | Nominiert | [ 38 ]        |
| 2023 | Bestes alternatives Rockalbum | Trinchera avanzada             | Gewonnen  | [ 38 ]        |
| 2023 | Bestes Cover-Design           | Trinchera avanzada             | Nominiert | [ 38 ]        |
| 2023 | Produzent des Jahres          | Trinchera avanzada             | Nominiert | [ 38 ]        |
| 2023 | Beste Katalogsammlung         | A propósito                    | Nominiert | [ 38 ]        |
| 2023 | Lied des Jahres               | Bye Bye                        | Nominiert | [ 38 ]        |

### Premios Konex
| Jahr | Preisverleihung | Disziplin  | Ergebnis |
| ---- | --------------- | ---------- | -------- |
| 2005 | Verdienstdiplom | Rockgruppe | Gewonnen |
| 2015 | Platin-Konex    | Pop-Gruppe | Gewonnen |
| 2025 | Verdienstdiplom | Pop-Set    | Gewonnen |